# Land of the Crimson Dawn
Land of the Crimson Dawn je sedmé studiové album německé power metalové kapely Freedom Call vydané 24. února 2012. Digipak edice alba obsahuje coververze od různých interpretů na písničky od Freedom Call.

## Seznam skladeb
| Pořadí         | Název                       | Délka |
| -------------- | --------------------------- | ----- |
| 1.             | Age Of The Phoenix          | 3:25  |
| 2.             | Rockstars                   | 4:57  |
| 3.             | Crimson Dawn                | 6:03  |
| 4.             | 66 Warriors                 | 5:17  |
| 5.             | Back Into The Land Of Light | 5:11  |
| 6.             | Sun In The Dark             | 4:42  |
| 7.             | Hero On Video               | 3:42  |
| 8.             | Valley Of Kingdom           | 4:11  |
| 9.             | Killer Gear                 | 4:32  |
| 10.            | Rockin' Radio               | 4:03  |
| 11.            | Terra Liberty               | 3:40  |
| 12.            | Eternity                    | 4:17  |
| 13.            | Space Legends               | 3:53  |
| 14.            | Power & Glory               | 3:25  |
| Celková délka: | Celková délka:              | 61:18 |

Bonusové CD – digipak edice
| Pořadí         | Název                                    | Délka |
| -------------- | ---------------------------------------- | ----- |
| 1.             | Flame In The Night (Powerworld)          | 5:01  |
| 2.             | Hunting High And Low (Downspirit)        | 3:21  |
| 3.             | Fairyland (Secret Sphere)                | 5:14  |
| 4.             | Palace Of Fantasy (Manimal)              | 4:55  |
| 5.             | Land Of Light (Neonfly)                  | 3:51  |
| 6.             | Warriors (Hannes Braun/Kissing Dynamite) | 3:21  |
| Celková délka: | Celková délka:                           | 25:43 |

## Obsazení
- Chris Bay – zpěv, kytara
- Lars Rettkowitz – kytara
- Samy Saemann – basová kytara
- Klaus Sperling – bicí